# Foho Nunuheli
Der Foho Nunuheli (kurz: Nunuheli) ist ein Berg in der osttimoresischen Gemeinde Bobonaro. Er liegt im Südwesten des Sucos Purugua (Verwaltungsamt Cailaco), in der Aldeia Lesupu, und hat eine Meereshöhe von 142 m. Westlich liegt das Dorf Purugua. Nördlich fließt der Claola, ein Nebenfluss des Nunura. Am anderen Ufer erhebt sich der Foho Ruutali (135 m).